# Balanta
El balanta és una llengua de la família de les llengües atlàntiques d'Àfrica Occidental. La parlen els balantes.
Es distingeix el balante-ganja (115.900) parlat en el sud-oest del Senegal i el balante-kentohe (493.000) parlat a Guinea Bissau i Gàmbia. Les dues són llengües bak, lligades a la branca nord de les llengües atlàntiques, elles-mateixes sota-categoria de les Llengües nigerocongoleses.

## Altres noms del balanta-ganja
Fjaa, Balant, Balante, Balanda, Ballante, Belante, Bulanda, Brassa, Alante, Fraase.

## Altres noms del balanta-kentohe
Balanta, Balant, Balante, Balanda, Ballante, Belante, Bulanda, Brassa, Alante, Frase.

## Població
- El nombre de parlants del balante-ganja era de 106.350 l'any 2006. La llengua és parlada al sud-oest del Senegal, a la riba esquerra del riu Casamance, entre Goudomp i Tanaff, i una mica més al sud. Com 16 altres llengües (i d'altres que li seguiran), el balanta ha obtingut l'estatut de llengua nacional al Senegal el setembre del 2000, és-a-dir que pot d'ara endavant ser ensenyada a l'escola primària. Tanmateix la llengua oficial resta el francès.
- El nombre de parlants del balante-kentohe a Guinée-Bissau és de 397.000 l'any 2006 per un total mundial de 423 000.

## Escriptura
Els dos balanta s'escriuen amb l'alfabet llatí, el balante-ganja pot escriure's també amb caràcters àrabs.

### Al Senegal
Al Senegal, el decret no 2005-979 reglementa l'ortografia del balanta.
| TÉ | B | Ɓ | D | E | F | G | H | I | J | L | el Sr | N | Ñ | Ŋ | O | R | S | T | Ŧ | U | W | Hi |
| té | b | ɓ | d | e | f | g | h | i | j | l | m     | n | ñ | ŋ | o | r | s | t | ŧ | u | w | hi |